# Let It All In
Let It All In – szósty studyjny album manchesterskiej grupy muzycznej I Am Kloot, wydany 21 stycznia 2013 roku. Na rynku brytyjskim, 27 stycznia album zadebiutował na 10. miejscu notowania tygodniowego UK Albums Chart oraz na 1. miejscu notowania Official Record Store Chart.
Podobnie jak w przypadku poprzedniej płyty, produkcją muzyczną zajęli się Guy Garvey i Craig Potter z zespołu Elbow. Album Let It All In ukazał się zarówno pod postacią płyty kompaktowej jak i gramofonowej. Edycja gramofonowa zawiera recenzję albumu napisaną przez brytyjskiego poetę i pisarza, Simona Armitage'a.
Od dnia 14 stycznia 2013, cały album jest dostępny do posłuchania za darmo na stronie internetowej guardian.co.uk.
1 października 2012 odbyła się radiowa premiera pierwszego singla promującego płytę („Hold Back the Night”) oraz premiera teledysku do niego. Teledysk „wyciekł" jednak dzień wcześniej, czyli 30 września 2012.
Kolejnym singlem promującym album została piosenka „These Days Are Mine”. 26 listopada 2012 odbyła się premiera teledysku do niej. Singel został wydany 14 stycznia 2013.
9 stycznia 2013 opublikowano internecie remiks piosenki „These Days Are Mine” zrobiony przez Dave'a Clarke'a – znanego brytyjskiego techno DJ-a. Początkowo, od dnia 14 stycznia 2013 plik z tymże remiksem (dokładny tytuł: „These Days Are Mine (Dave Clarke remix)”) można było zakupić jedynie w internetowym sklepie Beatport. Od 25 stycznia 2013 remiks dostępny jest także w m.in. iTunes Store.
Na kolejny singel wybrano utwór „Some Better Day”. W styczniu 2013, brytyjski aktor John Simm (Human Traffic, Życie na Marsie) wziął udział w nagrywaniu teledysku do tej piosenki. Wideoklip ten miał swoją premierę 8 lutego 2013.

## Śpiew w „Bullets”
W otwierającym album utworze „Bullets” John Bramwell śpiewa lekko sepleniąc. Jest to efekt wypadku, który zdarzył się w okresie nagrywania płyty, a wyniku którego wokalista stracił kilka dolnych zębów. W niektórych wywiadach Bramwell twierdzi, że był to wypadek na motorówce gdzieś na południu Francji, w innych tę wersję wydarzeń nazywa mitem.

## Lista utworów
Opracowano na podst. materiału źródłowego.
| 1.  | „Bullets”                                                                                      | 3:28  |
|     |                                                                                                |       |
| 2.  | „Let Them All In”                                                                              | 4:03  |
|     |                                                                                                |       |
| 3.  | „Hold Back the Night”                                                                          | 4:39  |
|     |                                                                                                |       |
| 4.  | „Mouth on Me”                                                                                  | 2:54  |
|     |                                                                                                |       |
| 5.  | „Shoeless”                                                                                     | 2:55  |
|     |                                                                                                |       |
| 6.  | „Even the Stars”                                                                               | 4:09  |
|     | jest to nowa wersja piosenki znanej m.in. z dodatku DVD do albumu I Am Kloot Play Moolah Rouge |       |
| 7.  | „Masquerade”                                                                                   | 2:20  |
|     |                                                                                                |       |
| 8.  | „Some Better Day”                                                                              | 2:53  |
|     |                                                                                                |       |
| 9.  | „These Days Are Mine”                                                                          | 5:41  |
|     |                                                                                                |       |
| 10. | „Forgive Me These Reminders”                                                                   | 4:36  |
|     |                                                                                                |       |
|     |                                                                                                | 37:38 |
|     |                                                                                                |       |
Na japońskiej edycji umieszczono dodatkowo (kolejno pod numerami 11 i 12) utwory „Too Late” i „To Send My Love to You (demo)”. Oba zostały opublikowane także jako strony B singli z tej płyty (zobacz niżej).

## Single
| tytuł                                     | wytwórnia                           | format, nr katalogowy          | data i miejsce wydania                        | lista utworów                                                         | inne                               |
| ----------------------------------------- | ----------------------------------- | ------------------------------ | --------------------------------------------- | --------------------------------------------------------------------- | ---------------------------------- |
| „Hold Back the Night”                     | Shepherd Moon LLP/[PIAS] Recordings | download                       | 5 listopada 2012                              | 1. „Hold Back the Night” 4:39 2. „To Send My Love to You (demo)” 2:51 |                                    |
| „Hold Back the Night”                     | Shepherd Moon LLP                   | płyta gramofonowa 7", SM0022   | 12 listopada 2012                             | 1. „Hold Back the Night” 4:39 2. „To Send My Love to You (demo)” 2:51 | Limitowany nakład 500 egzemplarzy. |
| „These Days Are Mine”                     | Shepherd Moon LLP                   | download                       | 11 stycznia 2013                              | 1. „These Days Are Mine (radio edit)” 3:25 2. „Too Late” 3:43         |                                    |
| „These Days Are Mine”                     | Shepherd Moon LLP                   | płyta gramofonowa 7", SM0032   | 14 stycznia 2013                              | 1. „These Days Are Mine (radio edit)” 3:25 2. „Too Late” 3:43         | Nakład limitowany.                 |
| „These Days Are Mine (Dave Clarke remix)” | Shepherd Moon LLP/[PIAS] Recordings | download, PIASR339DS2          | 14 stycznia 2013 (25 stycznia 2013 na iTunes) | „These Days Are Mine (Dave Clarke remix)” 7:01                        |                                    |
| „Some Better Day”                         | Shepherd Moon LLP/[PIAS] Recordings | jedynie jako singel promocyjny | –                                             | –                                                                     |                                    |

## Notowania na listach sprzedaży
- UK Albums Chart (Wielka Brytania, notowanie tygodniowe): 27 stycznia 2013 debiut na 10. miejscu[16]
- Official Record Store Chart (Wielka Brytania, notowanie tygodniowe): 27 stycznia 2013 debiut na 1. miejscu[17]
- British Albums iTunes Chart (Wielka Brytania, notowanie dzienne): 21 stycznia 2013 debiut na 7. miejscu[40]
- IRMA, Top 20 Indie Individual Artist Albums (Irlandia, notowanie tygodniowe): 24 stycznia 2013 debiut na 16. miejscu
- Media Control (Niemcy, notowanie tygodniowe): debiut na 49. miejscu[41]
- German Albums iTunes Chart (Niemcy, notowanie dzienne): 18 stycznia 2013 debiut na 44. miejscu[42]
- MegaCharts (Holandia, notowanie tygodniowe): 26 stycznia 2013 debiut na 37. miejscu[43]
- Ö3 Austria Top 40 (Austria, notowanie tygodniowe): 1 lutego 2013 debiut na 45. miejscu[44]
- Ultratop (Belgia – Region Flamandzki, notowanie tygodniowe) 2 lutego 2013 debiut na 61. miejscu[45]
- Ultratop (Belgia – Region Waloński, notowanie tygodniowe) 2 lutego 2013 debiut na 143. miejscu[46]